# Schloss Hohenbocka

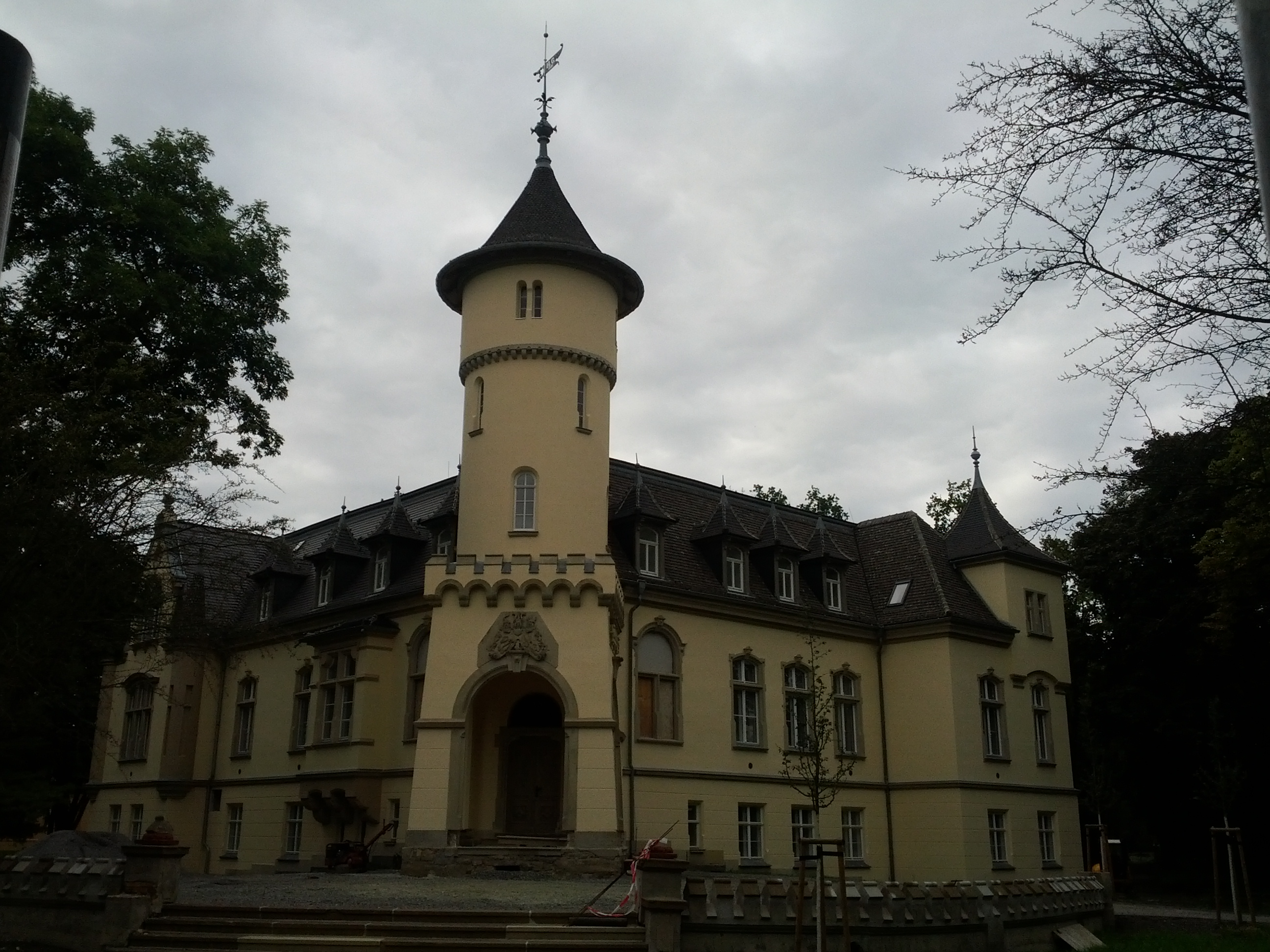
Schloss Hohenbocka

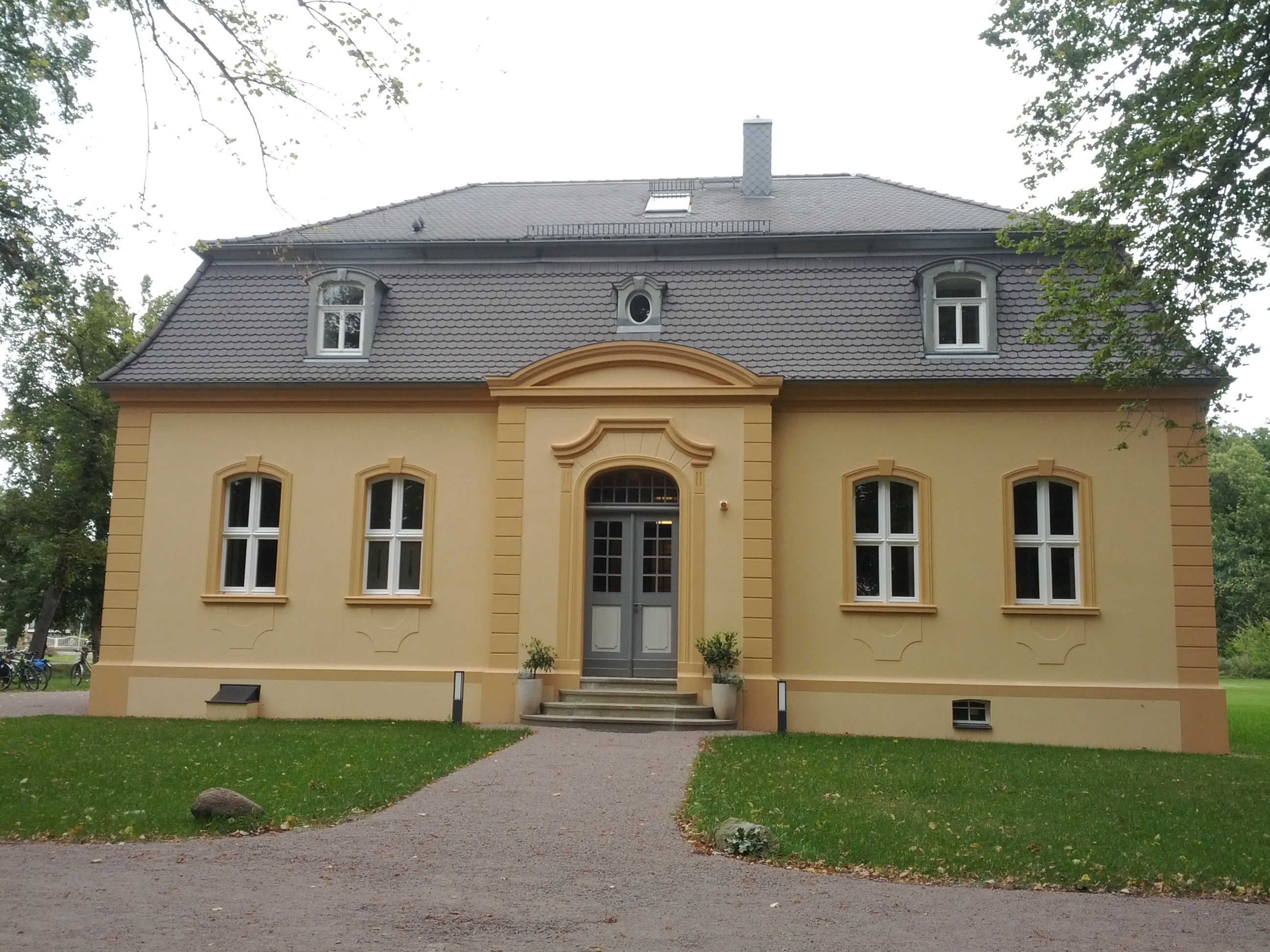
Kleines Schloss

Das Schloss Hohenbocka ist eine Schlossanlage in der südbrandenburgischen Gemeinde Hohenbocka im Landkreis Oberspreewald-Lausitz. Das denkmalgeschützte Gebäude gehört der Firmengruppe Drochow. Das Grundstück ist 66.045 Quadratmeter groß.
Die Schlossanlage besteht aus mehreren Gebäuden, die von einer Parkanlage umgeben sind. Zu den Gebäuden gehören das große Schloss mit einer Grundfläche von 1245 Quadratmetern und das kleine Schloss mit 462 Quadratmeter. Weitere Gebäude sind die Gärtnerei mit 250 und die Remisen mit 72 und 77 Quadratmeter.

## Geschichte

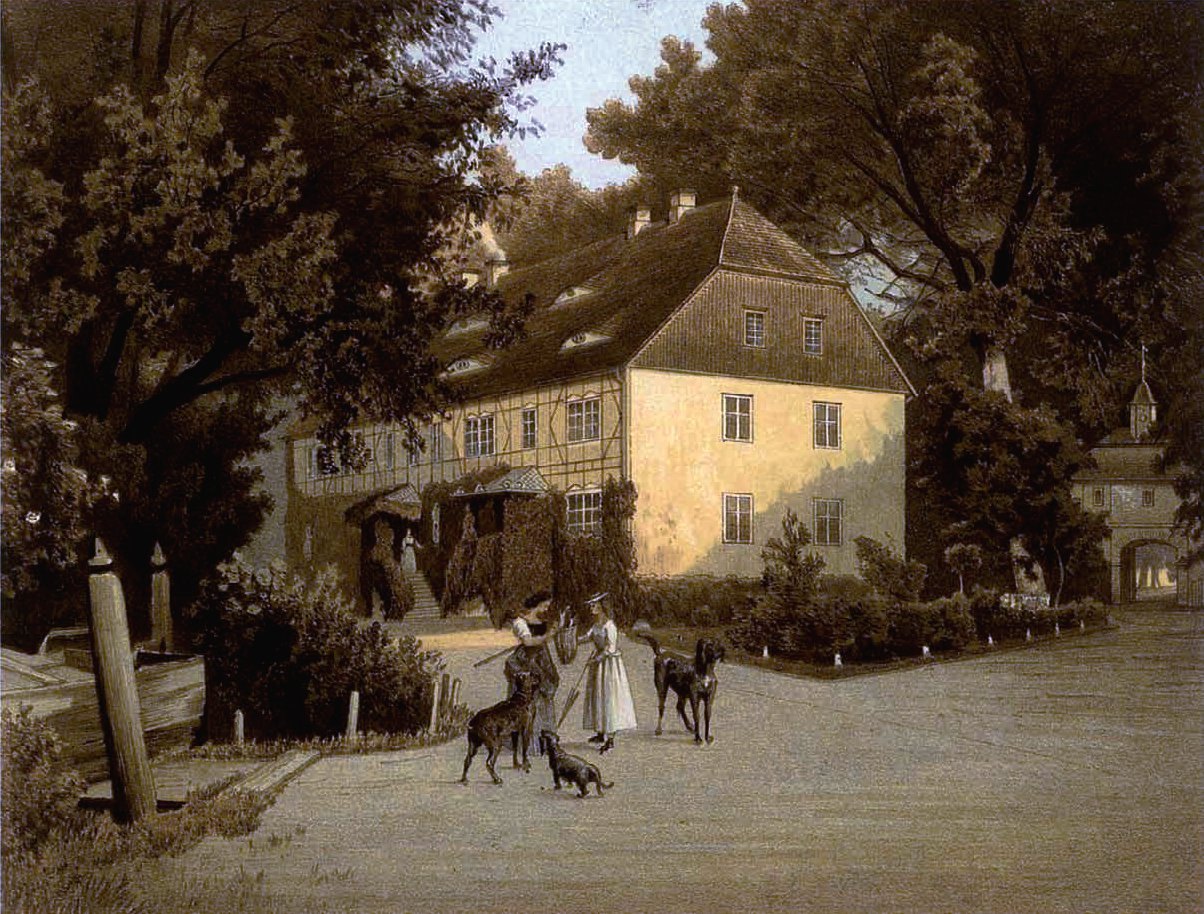
Herrenhaus Hohenbocka um 1881/83, Sammlung Alexander Duncker

Das Schloss wurde 1897/1898 nach einem Märchenbild durch die Uradelsfamilie von Götz erbaut. Es ersetzte das ursprüngliche Herrenhaus, das 1902 abgerissen wurde. Im Jahr 1904 wurden Pferdeställe und die Wagenremise erbaut, die sich stilistisch am alten Torhaus und am Lufthäuschen auf dem Weinberg orientieren. Das kleine Schloss wurde 1909 für einen Sohn der Familie errichtet. 
1912 gehörte zum Herrenhaus ein Grundbesitz, welcher seit 1659 in Familienhand derer von Götz war. Das Schlesische Güter-Adreßbuch nennt 854 ha Fläche. Zum Gut gehörte Anfang des 20. Jahrhunderts ein Dampfsägewerk und eine Quarzsandgrube sowie eine Karpfenzucht, insgesamt also ein breit aufgestellter Gutsbetrieb. Letzter Grundherr auf Hohenbocka bis zur Bodenreform war Hauptmann Heinrich von Götz-Hohenbocka (1895–1974), vermählt mit Marie-Agnes von Seidlitz und Ludwigsdorf. Ihr Sohn Hans von Götz kam nach der Wiedervereinigung in die Heimat zurück.
Im Jahr 1945 wurde das Schloss als Unterkunft für Umsiedler genutzt. Nach der Enteignung verhinderten Bürgermeister und Pastor die Zerstörung. Nach der Kreisbodenreform wurde das Gebäude zu medizinischen Zwecken genutzt, ab 1950 als Kurheim und ab 1965 als Quarantänestation. Das Schloss wurde Außenstelle des Kreiskrankenhauses in Senftenberg. Im Jahr 1966 wurde im Kleinen Schloss eine Arztpraxis untergebracht. Ab 1968 lebten körperbehinderte Kinder im Schloss, dafür wurde eine Sonderschule eingerichtet. Nachdem das Schloss 1981 renoviert worden war, konnten bis zu vierzig bildungsunfähige Kinder bis 1992 im Schloss leben.
Von 1993 bis 1995 wurde die Schlossanlage saniert, dabei wurden die Dächer neu gedeckt. Im August 2008 erwarb die Firmengruppe Drochow das Schloss und den Schlosspark von der Gemeinde Hohenbocka. Das Schloss und seine Nebengebäude wurden von 2009 bis 2013 erneut aufwändig und unter denkmalspflegerischen Aspekten saniert und zu einem Gesundheits- und Tagungshotel umgebaut. Der Park wurde nach alten Wege- und Pflanzungsplänen originalgetreu wiederhergestellt. Neben Übernachtungsmöglichkeiten bietet das Schloss ein Restaurant, eine Sommer- und Schauküche mit Café, zahlreiche Räume für prophylaktische, medizinische und Kuranwendungen, ein Fitness- und Sportzentrum, Tagungsräume sowie eine Banja.
Das Hotel und das Restaurant stand seit 2015 leer.
Im Jahre 2024 wurde es nach einem langwierigen Verkaufsprozess an einen neuen, ambitionierten Geschäftsmann veräußert. Dieser plant die Neueröffnung im April 2025 als Schlosshotel mit Gasto und Eventlocation für Hochzeiten und Feierlichkeiten aller Art!

## Persönlichkeiten
- Hans von Götz (1832–1883), Gutsbesitzer in Hohenbocka
- Hans von Götz, (1863–1941), Landschaftsdirektor, Gutsbesitzer in Hohenbocka